# Draoh
Draoh är en klan i Liberia.   Den ligger i regionen Sinoe County, i den sydöstra delen av landet, 280 km sydost om huvudstaden Monrovia.